# Ян Хуэйпин
Ян Хуэйпин (кит. трад. 楊慧萍; род. 16 июня 1969) — китайская хоккеистка на траве, полевой игрок. Участница летних Олимпийских игр 2000 года, серебряный призёр летних Азиатских игр 1990 года, бронзовый призёр летних Азиатских игр 1998 года.

## Биография
Ян Хуэйпин родилась 16 июня 1969 года.
В составе женской сборной Китая по хоккею на траве дважды выигрывала медали хоккейных турниров летних Азиатских игр: серебро в 1990 году в Пекине и бронзу в 1998 году в Бангкоке.
В 2000 году вошла в состав женской сборной Китая по хоккею на траве на летних Олимпийских играх в Сиднее, занявшей 5-е место. Играла в поле, провела 7 матчей, забила 3 мяча (два в ворота сборной Нидерландов, один — Австралии), став лучшим снайпером команды.